# Wim Van Dijck
Wim Van Dijck, né le 19 juillet 1969 à Brasschaat est un homme politique belge flamand, membre du Vlaams Belang.
Il est licencié en histoire moderne.

## Fonctions politiques
- conseiller communal à Mol (1995-1997)
- conseiller communal à Tirlemont (2001-)
- député au Parlement flamand:
  - du 6 juillet 2004 au 7 juin 2009